# John Moore (brytyjski polityk)
John Edward Michael Moore, baron Moore of Lower Marsh (ur. 26 listopada 1937, zm. 20 maja 2019) – brytyjski polityk, minister w rządach Margaret Thatcher. Przez długi czas uznawany za wschodzącą gwiazdę Partii Konserwatywnej i jej przyszłego lidera.
Wykształcenie odebrał w London School of Economics. Następnie pracował w biznesie. W Izbie Gmin zasiadał od 1974, kiedy to wygrał wybory w okręgu Croydon Central. W 1983 został ekonomicznym sekretarzem skarbu. W latach 1983–1986 był finansowym sekretarzem skarbu. W 1986 został członkiem gabinetu jako minister transportu. Rok później został ministrem służby socjalnej. Na tym stanowisku stał się celem ataków opozycji, krytykującej go za próbę prywatyzacji Narodowej Służby Zdrowia. W tym czasie stan zdrowia Moore'a zaczął się pogarszać. Pewnego razu minister zemdlał na posiedzeniu gabinetu. W 1988 wyłączono spod jego kompetencji sprawy zdrowia. Moore był odtąd ministrem zabezpieczenia socjalnego. Na tym stanowisku pozostawał do 1989.
W Izbie Gmin zasiadał do 1992. Następnie został kreowany parem dożywotnim jako baron Moore of Lower Marsh i zasiadł w Izbie Lordów. Jednocześnie był przewodniczącym i dyrektorem wielu przedsiębiorstw, m.in. Rolls Royce plc. Do niedawna był przewodniczącym europejskiej Monitor Group.